# Toula Drimonis
Toula Drimonis est une journaliste, chroniqueuse et essayiste canadienne née à Montréal le 2 novembre 1966, où elle vit toujours.

## Biographie
Journaliste québécoise anglophone et allophone, Toula Drimonis a travaillé pour différents médias écrits, ainsi qu'à la radio et à la télévision. Ses textes ont notamment été publiés dans le New York Times, le National Post, Mic, BuzzFeed, Cult MTL (en), Maclean's, Métro et Ms. Magazine.
Elle s'implique pour différentes causes à travers ses écrits et aussi en tant qu'activiste. Elle est par exemple l'une des co-organisatrices de la marche des femmes de Montréal en 2017. Elle proteste également contre le racisme, et toutes les formes de discriminations, notamment les préjugés liés à l'immigration,.
Elle se prononce par ailleurs fréquemment sur les enjeux linguistiques au Québec, se disant favorable à la loi 101 (Charte de la langue française), mais contre les lois 21 et 96, la première faisant de l'État québécois un État laïc, et la seconde renforçant la charte de la langue française.
Elle a aussi tenu des chroniques littéraires, notamment à l'émission Plus on est de fous, plus on lit sur les ondes de ICI Radio-Canada Première et à l'antenne de MAtv Montréal dans le cadre de l'émission Nous somme la ville, animée par Marilyse Hamelin.

### Essais
- We, The others, Montréal, Linda Leith Publishing, 2022.
- Nous, les autres, Montréal, édition Somme toute, 2024. (Traduction)
- Seeking asylum : building a shareable world, Montréal, Linda Leith Publishing, 2024.